# Metaleptina nigribasis
Metaleptina nigribasis är en fjärilsart som beskrevs av Holland 1893. Metaleptina nigribasis ingår i släktet Metaleptina och familjen trågspinnare. Inga underarter finns listade i Catalogue of Life.